# Seiji Ara

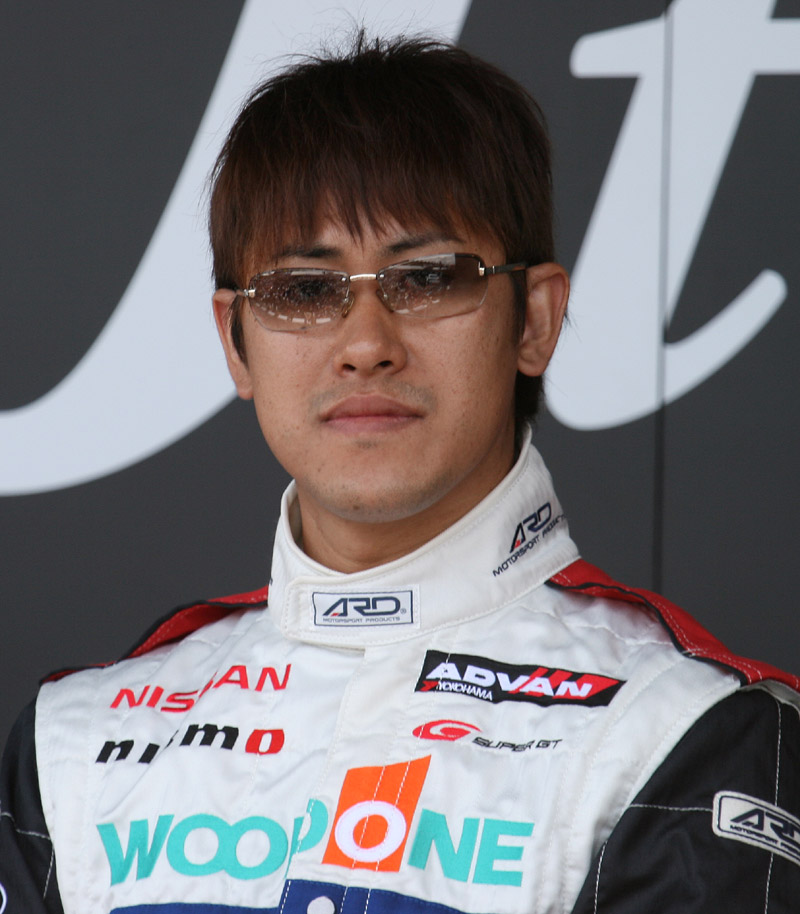
Seiji Ara 2008

Seiji Ara (jap. 荒 聖治, Ara Seiji; * 5. Mai 1974 in der Präfektur Chiba) ist ein japanischer Automobilrennfahrer.

## Karriere
Seiji Ara ist in Japan seit seinem Sieg bei den 24 Stunden von Le Mans einer der bekanntesten Motorsportler. Das Langstreckenrennen in Frankreich ist im Land der aufgehenden Sonne äußerst populär und zieht seit Jahren Hersteller und Fahrer aus Japan nach Europa. Audi entschied sich 2004 auf ein Antreten in Le Mans als Werksmannschaft zu verzichten, um den Kundenteams die Chance zum Gesamtsieg zu ermöglichen. Eines dieser Kundenteams war das japanische Team Goh. Als Partner von Tom Kristensen und Rinaldo Capello feierte Ara mit dem Audi R8 seinen bisher größten Erfolg im Motorsport.
Ara begann seine Karriere nicht unüblich im Kartsport, wechselte Mitte der 1990er-Jahre in die USA, um in der Barber-Dodge-Serie, einer Monoposto-Nachwuchsformel, an den Start zu gehen. Nach seiner Rückkehr nach Japan und zwei Saisons in der japanischen Formel-3-Meisterschaft wandte Ara sich der Sportwagenszene zu. Seit 2001 fährt er regelmäßig in der GT-Meisterschaft Japans und gehört dort zu den Spitzenpiloten. Dazu kamen sporadische Einsätze in der American Le Mans Series. 2007 versucht Ara noch einmal in der Formel Nippon, der besten japanischen Monoposto-Serie, in der er schon 2001 und 2002 bei einigen Rennen am Start war, Fuß zu fassen.
In den 2010er-Jahren wurde er zum regelmäßigen Teilnehmer in der japanischen Super GT, wo er 2014 den dritten Endrang in der GT300-Klasse erreichte.

## Statistik

### Le-Mans-Ergebnisse
| Jahr | Team                      | Fahrzeug          | Teamkollege        | Teamkollege        | Platzierung     | Ausfallgrund |
| ---- | ------------------------- | ----------------- | ------------------ | ------------------ | --------------- | ------------ |
| 2001 | Viper Team ORECA          | Chrysler LMP 2001 | Masahiko Kondō     | Ni Amorim          | Ausfall         | Motor        |
| 2002 | Audi Sport Japan Team Goh | Audi R8           | Hiroki Katō        | Yannick Dalmas     | Rang 7          |              |
| 2003 | Audi Sport Japan Team Goh | Audi R8           | Jan Magnussen      | Marco Werner       | Rang 4          |              |
| 2004 | Audi Sport Japan Team Goh | Audi R8           | Tom Kristensen     | Rinaldo Capello    | Gesamtsieg      |              |
| 2005 | Jim Gainer International  | Dome S101         | Ryō Michigami      | Katsutomo Kaneishi | Ausfall         | Getriebe     |
| 2009 | Navi Team Goh             | Porsche RS Spyder | Keisuke Kunimoto   | Sascha Maassen     | Ausfall         | Unfall       |
| 2012 | Pescarolo Team            | Dome S102.5       | Sébastien Bourdais | Nicolas Minassian  | nicht klassiert |              |

### Einzelergebnisse in der FIA-Langstrecken-Weltmeisterschaft
| Saison | Team           | Rennwagen   | 1   | 2   | 3   | 4   | 5   | 6   | 7   | 8   |
| ------ | -------------- | ----------- | --- | --- | --- | --- | --- | --- | --- | --- |
| 2012   | Pescarolo Team | Dome S102.5 | SEB | SPA | LEM | SIL | SAO | BAH | FUJ | SHA |
| 2012   | Pescarolo Team | Dome S102.5 | DNF |     |     |     |     |     |     |     |